# Hidromecanica
Hidromecanica Brașov a fost o companie din România producătoare de componente auto, precum și de utilaje pentru extracția țițeiului, frâne hidromatice, turbo-ambreiaje, convertizoare hidraulice de cuplu, compresoare de aer și sisteme de comandă hidraulică la distanță.
Uzina a fost înființată în anul 1880 sub numele de Fabrica Frații Schiel. Cei aproximativ 6.000 de angajați lucrau în ateliere de turnătorie fontă și prelucrări mecanice, apoi și în secțiile de turnătorie oțel și forjă.
În clădirea „Hidromecanica", fosta uzină „Frații Schiel" (și fosta întreprindere „Strungul" din anii '50), s-a fabricat primul autobuz și primul strung românesc.
Practic, denumirea uzinei din Centrul Civic a fost schimbată în „Hidromecanica" în anul 1961, când fabrica s-a specializat în transmisii hidraulice și turbosuflante pentru motoarele Diesel.
În 1978 s-a construit o nouă unitate numită „Hidromecanica 2", pe platforma industrială Tractorul,  care a produs, în special, transmisii hidromecanice.
Uzina Hidromecanică a fost privatizată în două rânduri: prima oară în 2001, când a fost cumpărată de către societatea Alexander & Co SRL Brașov, încheiată cu un eșec, după care în 2005 fabrica a fost cumpărată de omul de afaceri Alexandru Garbacea, care a deținut 50,9% din acțiuni, un alt acționar semnificativ fiind SIF Transilvania cu 45,21%.
În anul 2009, compania a avut o cifră de afaceri de 9,4 milioane lei și pierderi de 14,8 milioane lei.
În iunie 2010, rețeaua belgiană de hipermarketuri Cora, a plătit 13 milioane euro pentru achiziția terenului de circa 40.000 mp pe care este situată platforma Hidromecanica 1, scos la vânzare de către Direcția Generală a Finanțelor Publice Brașov. Compania a fost însă introdusă în insolvență în 2011, iar falimentul a fost pronunțat în 2015.